# ۱۹۴۴ (فیلم)
۱۹۴۴ فیلمی درام جنگی محصول استونی و کارگردانی المو نوگانن است. اولین اکران فیلم در سال ۲۰۱۵ در برلین اتفاق افتاد و سپس در استونیا و سایر کشورهای اروپای شمالی اکران شد. این فیلم منتخب استونیا برای شرکت در جایزه اسکار بهترین فیلم خارجی زبان در هشتاد و هشتمین دوره جوایز اسکار بود که موفق به نامزدی نشد.

## داستان
این فیلم در ژوئیه ۱۹۴۴ در خط تاننبرگ در استونی آغاز می‌شود، جایی که واحدی از لشکر ۲۰ گرانادیر وافن اس اس (۱ استونی) در حال جلوگیری از پیشروی ارتش سرخ هستند. در دیدار یک مقام نازی با سربازان، که عکس‌های امضا شده از هیتلر را به عنوان جایزه به آنها می‌دهد، سربازان از فرمان سلام نازی سرپیچی کرده و باعث تمسخر می‌شوند. نیروهای شوروی از نظر تعداد تانک و پیاده‌نظام برتر هستند و نیروهای آلمان مجبورند به همراه آوارگان غیرنظامی عقب‌نشینی کنند. پس از یک نبرد سخت، یک واحد استونیایی از ارتش سرخ شکست سختی می‌خورد. همان‌طور که سربازان ارتش سرخ مردگان هر دو طرف را در یک گور دسته جمعی به خاک می‌سپارند، یک استونیایی در ارتش سرخ به نام جوری بدن یک استونیایی را در نیروهای آلمانی به نام کارل تامیک را جستجو می‌کند و نامه‌ای را به خواهر کارل، آینو، که در تالین زندگی می‌کند در جیب کارل پیدا می‌کند. وقتی روس‌ها شهر را تصرف می‌کنند، او نامه را شخصاً تحویل می‌دهد و او و آینو دوست می‌شوند، که این باعث دشمنی افسر سیاسی واحد وی می‌شود. جوری در حالی که در ماه نوامبر در شبه جزیره سورو می‌جنگید، یگان وی گروهی از پسران شانزده ساله استونیایی را با لباس نیروهای آلمان اسیر می‌کند. افسر سیاسی به جوری دستور می‌دهد همه آنها را بکشد ولی جوری سرپیچی می‌کند. افسر سیاسی درنگ نکرده و بلافاصله جوری را به ضرب گلوله می‌کشد. خود افسر مدتی بعد توسط یکی از همرزمان جوری هدف گلوله قرار گرفته و کشته می‌شود. همان همرزم در جیب جوری نامه‌ای را که به آینو ارسال نشده‌است، پیدا می‌کند. وقتی وی مرخصی می‌گیرد، شخصاً آن را به آینو تحویل می‌دهد.